# Лимпн
Лимпн, Лим (англ. Lympne /ˈlɪm/) — деревня в английском графстве Кент. Расположена в 2 км к западу от Хита.
В Римской Британии место, на котором расположена современная деревня, называлось Портус Леманис. Поселение было расположено в конце римской дороги от Кентербери и являлось частью укреплений Саксонского берега.
Современная деревня появилась после основания замка Лимпн.
В 1923 году в окрестностях деревни был основан аэродром легкомоторной авиации. В 1930-х аэродром стал отправной точкой для нескольких полётов по установлению рекорда дальности. В том числе Эми Джонсон вылетела в одиночный полёт из Лимпна в Кейптаун. В 1934 году Джин Баттен вылетела из Лимпна в Дарвин (Австралия) тем самым побив рекорд Эми Джонсон 1932 года.